# Uromyrtus paulotchensis
Uromyrtus paulotchensis är en myrtenväxtart som först beskrevs av André Guillaumin, och fick sitt nu gällande namn av Karl Ewald Maximilian Burret. Uromyrtus paulotchensis ingår i släktet Uromyrtus och familjen myrtenväxter.
Artens utbredningsområde är Nya Kaledonien. Inga underarter finns listade i Catalogue of Life.